# یگانه (نام)
یگانه نامی زنانه در فارسی و آذربایجانی است. یگانه در لغت‌نامۀ دهخدا به معنای یکتا، بی‌نظیر و بی‌مانند آورده شده‌است. همچنین به عنوان نام خانوادگی نیز استفاده می‌شود.
افراد مشهور با این نام در اینجا فهرست شده‌اند:

## نام کوچک
- یگانه بهرامی

## نام خانوادگی
- بهادر یگانه (۱۲۹۹-۱۳۶۳)، شاهر و حقوق‌دان ایرانی
- محسن یگانه (زادۀ ۱۳۶۴)، موسیقی‌دان ایرانی
- محمد یگانه (۱۳۰۲-۱۳۷۴)، سیاستمدار و اقتصاددان ایرانی
- محمد یگانه (زادۀ ۱۳۳۰)، موسیقی‌دان ایرانی
- محمدحسین یگانه (۱۲۹۷-۱۳۷۱)، نوازندۀ ایرانی
- ناصر یگانه (۱۳۰۲-۱۳۷۲)، حقوق‌دان و سیاستمدار ایرانی
- حمید نادری یگانه (زادۀ ۱۳۶۹)، هنرمند ایرانی
- مهرداد یگانه (زادۀ ۱۳۷۰)، بازیکن فوتبال ایرانی